# Vee-Jay Records

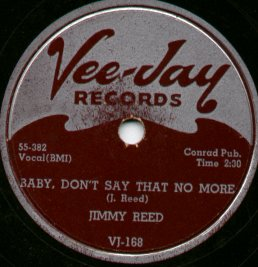
Sencillo de Jimmy Reed en Vee-Jay.

Vee-Jay Records es un sello discográfico creado en la década de 1950, especializada en el blues, jazz, rhythm and blues y rock and roll. Era propiedad y operado por afroamericanos. Vee-Jay también tuvo desde sus inicios una filial llamada Tollie Records, filial que distribuyó algunos sencillos de su artista más exitoso, The Beatles.

## Historia
Vee-Jay fue fundada en Gary, Indiana, en 1953 por Vivian Carter y James C. Bracken, ambos eran esposos y utilizaron sus iniciales para el nombre de la etiqueta. El hermano de Vivian, Calvin Carter, se convirtió en el A&R de la empresa. Ewart Abner, antes de Chance Records, se unió a la etiqueta, en 1955, primero como gerente y luego como vicepresidente, y en última instancia, como presidente.
Vee-Jay se convirtió rápidamente en una gran proyecto de R&B, su primera canción grabada alcanzó la primera posición en las listas nacionales de R&B.
Los principales actos en la etiqueta en la década de 1950 incluyen a los cantantes de blues Jimmy Reed, Memphis Slim, y John Lee Hooker, y en el R&B grupos vocales como The Spaniels, The Dells, y El Dorados. En la década de 1960 la etiqueta tuvo un gran número de artistas firmados, en los cuales se incluyen Jerry Butler, Gene Chandler, Dee Clark, y Betty Everett, cuyas grabaciones entraron en las listas pop y de R&B. Vee-Jay fueron también los primeros a nivel nacional en emitir un disco de The Pips), quienes se convirtieron en Gladys Knight & the Pips en 1962, cuando se trasladaron con Fury Records.
Vee-Jay tuvo un significativo éxito con los primeros actos de rock and roll, en especial con Four Seasons (su primer grupo no-negro) y The Beatles (Vee-Jay adquirió los derechos de algunas de las primeras grabaciones de The Beatles en un acuerdo de licencia con EMI). A mediados la década de 1960, Vee-Jay firmó con el hijo del excantante Jimmy Boyd, dándole al sello varios éxitos. Boyd tenía en ese entonces veinticinco años. La compañía incluso se aventuró en la música folk con Hoyt Axton. La etiqueta también recogió a Little Richard (que volvió a grabar sus éxitos de Specialty Records), y, un antes de ser exitoso, Billy Preston.
Vee-Jay produjo grandes éxitos entre 1962 y 1964, con el ascenso de Four Seasons y la distribución del primer material de The Beatles ("Please Please Me" y "From Me to You", a través de Vee-Jay y "Love Me Do", "Twist and Shout", y "Do You Want to Know a Secret?" a través de su filial Tollie Records), porque la sub-etiqueta de EMI en Estados Unidos, Capitol Records, inicialmente se negó a lanzar los discos de The Beatles. Las publicaciones de Vee-Jay en un primer momento no tuvieron éxito, pero rápidamente se convirtieron en grandes éxitos una vez que la invasión británica despegó a principios de 1964, teniendo ventas de 2,6 millones por los sencillos de The Beatles en un solo mes. Los problemas de liquidez causados por la tesorería de Ewart Abner en la empresa para cubrir las deudas de juego personales llevaron a la desaparición de los artistas activos de la empresa; Vee-Jay se vio obligada a interrumpir temporalmente las operaciones en el segundo semestre de 1963, dando lugar a conflictos entre sus principales artistas como The Four Seasons, The Beatles y Frank Ifield. Vee-Jay Records se declaró en quiebra en agosto de 1966.
Aunque las grabaciones de Vee-Jay quedaron inactivas durante varios años, empresas discográficas contemporáneas como Rhino Records, han lanzado las grabaciones de colección de Vee-Jay en CD desde el año 2000.